# Locumba
Locumba es un ciudad peruana capital del distrito de Locumba y de la provincia de Jorge Basadre ubicada en el departamento de Tacna. Fue capital del departamento entre 1886 y 1929, mientras la ciudad de Tacna estuvo bajo administración chilena.
Tiene una población de 1001 hab. en 2017. Está a una altitud de 559 m s. n. m. Se encuentra a 94 km al Noreste de Tacna. Cada 14 de setiembre se realiza el homenaje al Cristo de los Pies Quemados llamado popularmente "Señor de Locumba”.

## Clima
| Parámetros climáticos promedio de Locumba (territorios entre 0 - 1000 m s. n. m.). | Parámetros climáticos promedio de Locumba (territorios entre 0 - 1000 m s. n. m.). | Parámetros climáticos promedio de Locumba (territorios entre 0 - 1000 m s. n. m.). | Parámetros climáticos promedio de Locumba (territorios entre 0 - 1000 m s. n. m.). | Parámetros climáticos promedio de Locumba (territorios entre 0 - 1000 m s. n. m.). | Parámetros climáticos promedio de Locumba (territorios entre 0 - 1000 m s. n. m.). | Parámetros climáticos promedio de Locumba (territorios entre 0 - 1000 m s. n. m.). | Parámetros climáticos promedio de Locumba (territorios entre 0 - 1000 m s. n. m.). | Parámetros climáticos promedio de Locumba (territorios entre 0 - 1000 m s. n. m.). | Parámetros climáticos promedio de Locumba (territorios entre 0 - 1000 m s. n. m.). | Parámetros climáticos promedio de Locumba (territorios entre 0 - 1000 m s. n. m.). | Parámetros climáticos promedio de Locumba (territorios entre 0 - 1000 m s. n. m.). | Parámetros climáticos promedio de Locumba (territorios entre 0 - 1000 m s. n. m.). | Parámetros climáticos promedio de Locumba (territorios entre 0 - 1000 m s. n. m.). |
| Mes                                                                                | Ene.                                                                               | Feb.                                                                               | Mar.                                                                               | Abr.                                                                               | May.                                                                               | Jun.                                                                               | Jul.                                                                               | Ago.                                                                               | Sep.                                                                               | Oct.                                                                               | Nov.                                                                               | Dic.                                                                               | Anual                                                                              |
| ---------------------------------------------------------------------------------- | ---------------------------------------------------------------------------------- | ---------------------------------------------------------------------------------- | ---------------------------------------------------------------------------------- | ---------------------------------------------------------------------------------- | ---------------------------------------------------------------------------------- | ---------------------------------------------------------------------------------- | ---------------------------------------------------------------------------------- | ---------------------------------------------------------------------------------- | ---------------------------------------------------------------------------------- | ---------------------------------------------------------------------------------- | ---------------------------------------------------------------------------------- | ---------------------------------------------------------------------------------- | ---------------------------------------------------------------------------------- |
| Temp. máx. media (°C)                                                              | 26.7                                                                               | 27.3                                                                               | 26.5                                                                               | 24.9                                                                               | 22.7                                                                               | 21.1                                                                               | 20.3                                                                               | 20.6                                                                               | 21.5                                                                               | 22.6                                                                               | 24.2                                                                               | 25.6                                                                               | 23.7                                                                               |
| Temp. media (°C)                                                                   | 21.3                                                                               | 21.7                                                                               | 20.8                                                                               | 19.1                                                                               | 17.2                                                                               | 15.9                                                                               | 15.1                                                                               | 15.6                                                                               | 16.3                                                                               | 17.4                                                                               | 18.9                                                                               | 20.1                                                                               | 18.3                                                                               |
| Temp. mín. media (°C)                                                              | 16                                                                                 | 16.2                                                                               | 15.2                                                                               | 13.4                                                                               | 11.8                                                                               | 10.7                                                                               | 9.9                                                                                | 10.6                                                                               | 11.2                                                                               | 12.2                                                                               | 13.6                                                                               | 14.6                                                                               | 13                                                                                 |
| Fuente: climate-data.org                                                           |                                                                                    |                                                                                    |                                                                                    |                                                                                    |                                                                                    |                                                                                    |                                                                                    |                                                                                    |                                                                                    |                                                                                    |                                                                                    |                                                                                    |                                                                                    |

## Lugares de interés
- La Hacienda Grande O Hacienda Ward[5]
- Restos arqueológicos de Sagollo[6]
- Sitio Arqueológico San Antonio[7]
- Santuario del Señor de Locumba[8]